# ماكنزي براون
ماكنزي براون (بالإنجليزية: Mackenzie Brown)‏ هي نبالة أمريكية، ولدت في 14 مارس 1995 في فلينت في الولايات المتحدة.

## وصلات خارجية
- ماكنزي براون على موقع الاتحاد الدولي للرماية بالسهام (الإنجليزية)
- ماكنزي براون على موقع اللجنة الأولمبية الدولية (الإنجليزية)
- ماكنزي براون على موقع أوليمبيديا (الإنجليزية)
- ماكنزي براون على موقع اللجنة الأولمبية والبارالمبية الأمريكية (الإنجليزية)